# Коннор Кенвей
Коннор Кенвей, від народження Радунхагейду (англ. Connor Kenway, Ratohnhaké:ton; нар. 4 квітня 1756 в індіанському селі Ганадазедон) — персонаж серії ігор Assassin's Creed, головний герой комп'ютерної гри Assassin's Creed III (2012, перевидана в 2019). Епізодично з'являється у грі Assassin's Creed: Liberation, у книзі Assassin's Creed: Знедолений і в коміксі Assassin's Creed: Reflactions. Згадується в Assassin's Creed IV: Black Flag.

## Життєпис
Коннор Кенвей — лідер американського братства ассасинів, володар рангу «майстер-асасин», власник маєтку Девенпорт. Брав активну участь у війні за незалежність США, борючись на боці Джорджа Вашингтона та Континентальної армії. Входить до числа найвидатніших асасинів, оскільки відновив з руїн американську філія Ордена асасинів і ефективно боровся з тамплієрами.
Народився в індіанському селі Ганадазедон 4 квітня 1756 року. Його мати — жінка на ім'я Гадзідзіо з племені ганьягеха, а батько — великий магістр Ордена тамплієрів в американських колоніях, Гейтем Кенвей. Під час народження отримав індіанське ім'я Радунхагейду.
У віці чотирьох років хлопчик втратив свою матір під час пожежі. У 14 років Матір плем'я показала йому дивну кулю. Торкнувшись його, юнак побачив бачення: представниця древньої раси Ісу Юнона доручила йому важливе завдання знайти символ Братства асасинів. Радунхагейду залишив рідне село і подався шукати наставника.
Ним виявився літній асасин Ахіллес Девенпорт. Спочатку він не хотів навчати юнака й кілька разів відмовляв, але потім змінив рішення і розповів йому про багатовікову боротьбу між асасинами й тамплієрами, після чого показав портрети всіх впливових тамплієрів. Серед них хлопець упізнав свого батька.
Навчання тривало близько року, протягом якого Коннор розвивався як фізично, і духовно. У цей час він уперше відвідав Бостон, де став свідком кривавих подій Бостонської бійні, і познайомився з Семюелем Адамсом. Під час подорожі Ахіллес запропонував Радунхагейду прийняти нове ім'я — Коннор, на що той погодився і під яким увійшов до історії Ордену.
Закінчуючи навчання, Коннор осягав економіку і морську справу, отримавши в дар від Ахіллеса маєток, корабель і цінне знайомство з капітаном Робертом Фолкнером. Влітку 1771, після повернення Коннора з плавання, Ахіллес прийняв його в Братство асасинів і дозволив одягнути відповідне вбрання.
Головною метою Коннора стала реставрація Братства асасинів та поступове знищення впливових тамплієрів, водночас він допомагав батькам-засновникам та пропонував новим людям жити та працювати на території маєтку.
У 1773 Коннор знайомиться з Вільямом Моліно і Стефаном Шафо, останній приєднується до Братства асасинів. Разом із Семюелем Адамсом вони організовують протести у Бостоні, які виливаються у Бостонське чаювання.
Через півроку, 1774 року, Коннор вбиває першого тамплієра — Вільяма Джонсона, хитрого підприємця, котрий хотів нечесно заволодіти землями могавків. Далі якийсь час Коннор займався справами маєтку, забезпечував виробництво товарів, допомагав місцевим жителям.
У 1775 році прибув посланець з Бостона, який доставив листа з проханням допомогти Полу Ревіру, що дозволить Коннору знайти і вбити Джона Піткерна — ще одного впливового тамплієра. Відносини Коннора з патріотами стають тіснішими, він бере активну участь у ранніх подіях війни за незалежність США. Доставляє послання під час опівнічної їзди верхи Полу Ревіру та Вільяму Моліно, стає свідком перших пострілів у Лексингтоні та втечі армії патріотів, командує кількома загонами патріотів у Конкорді та успішно відбиває атаку червономундирників. Далі демонструє відвагу у битві при Банкер-Гіллі, де й убиває Піткерна. Під час цих подій Коннору вдається познайомитись з Джорджем Вашингтоном.
У 1776 році Коннор дізнається про змову проти Джорджа Вашингтона, за яким стоїть тамплієр Томас Гікі. Спроба вбити його в Нью-Йорку обертається невдачею, а Коннор потрапляє до в'язниці та вирушає на страту. Під час страти асасини рятують його, зрізавши мотузку метальним ножем. Після цього Коннор встигає вбити Томаса Гікі до того, як той завдасть удару Джорджу Вашингтону, який присутній на страті. Ізраель Патнем оголошує Коннора героєм, який врятував життя головнокомандувача.
У 1777 році Коннор допомагає ассасину Авеліні де Ґранпре на околицях Нью-Йорка й водночас займається пошуком скарбів капітана Кіда. Тим часом, Братство асасинів у Америці розростається, в нього приймаються нові люди.
Узимку 1777 Коннор зустрічається зі своїм батьком і разом з ним розшукує Бенджаміна Черча, який зрадив і патріотів, і тамплієрів. Влітку 1778 року їм вдається знайти та вбити колишнього тамплієра. Приблизно в цей час Коннор знаходить адмірала флоту тамплієрів Ніколаса Біддла і вбиває його.
Далі Коннор бере участь у битві при Монмуті та Чесапікській битві, а також допомагає Джорджу Вашингтону розкрити зрадника Бенедикта Арнольда у Вест-Поїнті. Гейтем повідомляє асасину, що саме Джордж Вашингтон наказав спалити рідне селище Коннора — Ганадазедон, і тепер має намір повторно напасти на могавків, які зібралися воювати на боці червономундирників. Після цього відносини Коннора з патріотами стають прохолодними.
У 1781 році Коннору вдається вбити Гейтема Кенвея, після чого влада в Ордені тамплієрів переходить до Чарльза Лі. Однак Великим магістром він пробуде недовго: в 1782 Коннор вбиває і його, забравши таємничий амулет. Орден тамплієрів у колоніях знищено, а патріоти впевнено здобувають перемогу у війні.
Коннор повертається до рідного села, знаходить кришталеву кулю і востаннє спілкується з Юноною. Вона доручає йому сховати амулет у надійному місці, знаючи, що Дезмонд спостерігає за його діями через Анімус. Після цього Коннор стає вільним, займається справами маєтку і розвиває Орден ассасинів.

## Характер
Коннор Кенвей — розумний, врівноважений і сильний чоловік, який завжди доводить до кінця задумане. Він прийняв своє призначення та виконав його. Відрізняється прямотою у спілкуванні, бажає свободи та миру.

## Уміння
Будучи індіанцем, Коннор навчився полювати, орієнтуватися в лісі та лазити по деревах у досить юному віці. Він здатний вижити практично в будь-яких умовах. Ахіллес під час численних тренувань навчив його боротьбі й користуванню прихованим клинком, а також діяти таємно. Семюел Адамс навчив Коннора переховуватися від переслідування червономундирниками, зриваючи плакати розшуку та підкуповуючи працівників друкарні. Також Коннор має шосте почуття — орлиний зір. Коннор упевнено плаває, керує кораблем і їздить верхи на коні.

## Цікаві факти
- Спочатку одяг Коннора виглядав інакше, на артах ранньої версії станом на вересень 2010 у Коннора легке вбрання, пофарбоване в біло-червоній гамі[9]. У грі цей одяг має сірий колір і його можна розблокувати, пройшовши певне побічне завдання.
- Колір пояса Коннора викликав бурхливе обговорення серед розробників. Після семи двогодинних зборів було ухвалено рішення замість криваво-червоного кольору використовувати королівсько-синій[10].
- Деякі розробники вважали, що потрібно дати доступ до Коннора раніше, а епізоди з Гейтемом розподілити по всій грі. Але ця пропозиція була відкинута[10].
- У Коннора є донька Йоніхьйо[11].
- Коннор входить до асасинів, популярних серед косплейників[12].
- У деяких моментах гри Коннор розмовляє з іншими індіанцями мовою могавків[13].

## Критика та відгуки
У гравців та ігрових видань залишилися змішані враження про цього персонажа. Хтось вважає його нудним персонажем з наївними поглядами на життя, а хтось навпаки недооціненим персонажем.